# 林義郎 (実業家)
林 義郎（はやし よしろう、1936年5月28日 - ）は、日本の実業家。元J-フォン東京社長。元ボーダフォン日本法人（現:ソフトバンク）会長などを歴任。日本国有鉄道出身。

## 経歴
- 1959年 名古屋大学工学部卒業
- 1959年 日本国有鉄道入社
- 1984年 日本テレコム常務取締役
- 1991年 東京デジタルホン専務取締役
- 1995年 同社代表取締役社長（1997年J-フォン東京に社名変更）
- 2001年 J-フォン代表取締役会長（2003年ボーダフォンに社名変更）
- 2004年-2005年 ボーダフォン日本法人（現:ソフトバンク）最高顧問